# Бардовский, Василий Степанович
Василий Степанович Бардовский (1804—1874) — российский педагог. Отец Петра и Григория Васильевичей Бардовских.

## Биография
Родился в 1804 году в Черниговской губернии. После окончания в 1830 году кандидатом историко-филологического факультета Императорского Санкт-Петербургского университета, он начал педагогическую карьеру преподавателем географии в 3-й Санкт-Петербургской гимназии, откуда через год был переведён для преподавания «российской грамматики» старшим учителем в 1-ю Санкт-Петербургскую гимназию, где и служил до выхода в отставку; был преподавателем географии и русского языка, инспектором (с 1840 г.) и наконец директором (с 1860 по 1872 г.). При этом в 1864—1865 годах Бардовский состоял ещё председателем особой комиссии по выработке учебных планов по географии и по рассмотрению географических учебников.
С 30 ноября 1864 года — действительный статский советник. Был награждён орденами Св. Станислава 2-й ст. (1856) и Св. Владимира 3-й ст. (1865). 
Кроме целого ряда отзывов об учебниках по географии, Бардовским были написаны два учебника, которые долгое время пользовались популярностью: 
- «Всеобщая география для начального преподавания, составленная по Голтье, Бальби и Мальт-Бруну», в 3 частях (СПб.: тип. К. Вингебера, 1837. — [4], IV, VI, 474 с., 2 л. табл., черт.: ил., табл.)
- «Историческая, физическая и математическая география», для слепых (М., 1838).

Умер в 1874 году. Был похоронен на Смоленском православном кладбище.

## Семья
Женился 29 апреля 1831 года на дочери священника Елизавете Александровне Поповой (1812—1851). В метрических книгах церкви Всемилостивейшего Спаса, исцелившего слепца при Институте слепых (ЦГИА СПб. — Ф. 19. — Оп. 111) записано, что у них родились: 4 мая 1833 года — Екатерина, 14 августа 1834 года — Людмила, 1 сентября 1836 года — Александр, 7 апреля 1838 года — Василий, 30 октября 1839 года — Софья, 4 февраля 1851 года — Антонина. Также источники сообщают, что у них было ещё два сына: юристы Пётр и Григорий, тесно связанные с революционным движением.